# マースク・アラバマ号乗っ取り事件
マースク・アラバマ号乗っ取り事件（マースク・アラバマごうのっとりじけん）は、ソマリア沖の海賊によってアメリカ合衆国籍の貨物船「マースク・アラバマ」号が乗っ取られた事件。拉致された船長を救出するためにアメリカ海軍により救出作戦が実施された。

## 概要
2009年4月8日、A.P. モラー・マースク所有のアメリカ合衆国籍の貨物船「マースク・アラバマ（Maersk Alabama）」（1万7500トン）が、ソマリア沖を航行中に海賊に接舷・制圧された。乗員の抵抗により数時間後には奪回され、この際に乗員側は海賊1名を拘束したが、海賊側も乗員の身の安全と引き換えに投降した船長を拘束した。双方、人質を交換することで解決を図ろうとし、乗員たちは海賊を解放したが、船長は身代金目的の為か解放されず、交渉は失敗した。
同月8日、アメリカ当局は事件解決のため現場海域に海軍の駆逐艦「ベインブリッジ」を派遣し、翌9日には現場海域に到着、FBIにも交渉専門家の派遣を要請した。
同月10日、救命艇に乗せられた船長は脱出を試み海に飛び込んだが、海賊に捕らえられ失敗した。この間もマースク・アラバマの船主会社であるA.P.モラー・マースク社はアメリカ当局と協力して解放に向けての交渉を継続していた。アメリカ海軍はさらに強襲揚陸艦「ボクサー」とミサイルフリゲート「ハリバートン」を現場海域に派遣し、P-3哨戒機による上空からの警戒監視も行なわれた。
同月12日午後、アメリカ当局の発表で船長が救出されたことが明らかとなる。航空機から秘密裏に海に空挺降下してベインブリッジに乗船した米海軍対テロ特殊部隊「DEVGRU」の狙撃手らが、約20m離れた救命艇に乗っていた海賊達を同時狙撃し3名を殺害、船長は無事に救出された。交渉のためベインブリッジに乗艦していた海賊1名は逮捕された。
救出された船長はベインブリッジの搭載艇に収容され、のちにヘリコプターで「ボクサー」に移送された。
拘束された海賊1人は、同月21日にアメリカ本国に移送され、ニューヨーク南部地区連邦地方裁判所で「国際法上の海賊行為」の罪などで裁判にかけられることになった。
最初に捕らえられたとき、アメリカ当局は、「彼は16歳から20歳であり、彼の名前はアブドゥル・ワリ・イムシである」と述べた。
この際、彼の母親であるアダール・アブドゥラマン・ハッサンは、AP通信との電話インタビューで、アメリカ当局が主張する彼の名前と年齢の両方が間違いだと述べた。 彼女は息子がたった16歳であり、彼の名前はアブディ・ワリ・アブディ・カディル・ムセであると述べた。また、BBCとのインタビューで、ムセの母親は、彼は裕福な無名の犯罪者によって海賊活動に誘惑されたと主張して、息子を解放するよう米国政府と大統領に訴えた。
21日当日、ムセの年齢が推定15〜17歳であると主張されたが、裁判所判決で、彼は18歳未満ではなく成人として裁判にかけられる可能性があると判断された。 訴状は、「強制的に船を接収した罪」「人質誘拐の罪」および「銃火器関連の告発」。最大4回の終身刑判決の可能性があった。 米国の連邦刑務所では、海賊行為の容疑には仮釈放なしの終身刑が義務付けられている。
2009年5月19日、ニューヨークの連邦大陪審は、ムセに対して10件の起訴内容で刑事起訴した。
2010年5月18日、ムセはハイジャック、誘拐、人質罪で有罪を認めた。司法取引として、海賊行為と銃火器の所持の罪は起訴を取下げられた。
2011年2月16日、ムセは懲役33年9か月を宣告され、現在はサウスカロライナ州エッジフィールドにある連邦矯正施設に拘留中。釈放予定日は2038年4月13日。
本事件については、『キャプテン・フィリップス』というタイトルで映画化された。